# Plateia Amerikis
Plateia Amerikis (in greco Πλατεία Αμερικής /plaˈtia amɛriˈkis/) è una piazza situata nel centro di Atene, nel territorio della sesta unità amministrativa di Atene, al confine con Piazza Omonoia e la zona di Patissia.

## Storia
Il quartiere, che prende il nome dall'omonima piazza, fu fondato nel 1887, quando ancora vi si trovava soltanto un bar che un tempo costituiva un luogo di ritrovo per scapoli. Proprio in questo luogo un tale Yorgos Perpignas celebrò le sue nozze, ma presto si rese conto che sua moglie soffriva di una distrofia muscolare. La vicenda venne pubblicata su un giornale e da quel momento la piazza, che non aveva ancora un nome, prese il nome di Piazza degli Scapoli (in greco Πλατεία Αγάμων, "Plateia Agamon"), e rimase sotto tale denominazione per i primi anni Novanta dell'Ottocento, quando le donne nubili venivano pagate dallo stato greco affinché si sposassero con giovani scapoli. Dopo essersi chiamata "Piazza dei Dipendenti" nel periodo in cui gli ateniesi vi si riunivano per celebrare la festa del Primo Maggio, la piazza prese la denominazione attuale a partire dal 1927 in accordo con il Governo Statunitense per il filellenismo.

## Il quartiere odierno
Il quartiere moderno si è sviluppato intorno agli anni Cinquanta, con la costruzione delle case popolari sorte abusivamente. La zona è collegata al centro cittadino da diverse linee di filobus e dalla stazione della metropolitana Kipseli.